# 西田篤弘
西田 篤弘（にしだ あつひろ、1936年3月15日 - 2025年5月17日）は、日本の物理学者、宇宙科学研究所名誉教授。日本学士院会員。専門は宇宙空間物理学。

## 略歴
三重県出身。愛知県立明和高等学校卒業。東京大学卒業。1968年東京大学理学博士。「Plasma in the earth's upper atmosphere（地球上層大気のプラズマ）」。1981年に宇宙科学研究所教授となり、東大教授を併任。1996年宇宙科学研究所所長に就任。GEOTAIL衛星プロジェクトのリーダーを務めた。
プラズマポーズの成因を明らかにする理論を確立し、またプラズマ対流の発生機構を明らかにするなど、地球周辺空間の基本構造の解明に貢献した。
2001年には｢地球磁気圏の構造とプラズマ対流に関する研究｣で学士院賞を受賞した。
2025年5月17日、死去。訃報は同年5月23日に日本地球惑星科学連合より発表された。死没日付をもって、正四位に叙された。

## 受賞等
- 紫綬褒章受勲（1998年）[4]
- ロシア宇宙航行協会Gagarin賞（2000年）
- 東レ科学技術賞（2000年）
- ヨーロッパ地球物理学会ハンス・アルヴェーン賞（英語版）（2001年）
- 日本学士院賞（2001年）
- 国際宇宙科学会COSPAR賞（2006年）
- 文化功労者選出（2012年）
- 瑞宝重光章受勲（2014年）[5][6]